# Iveco

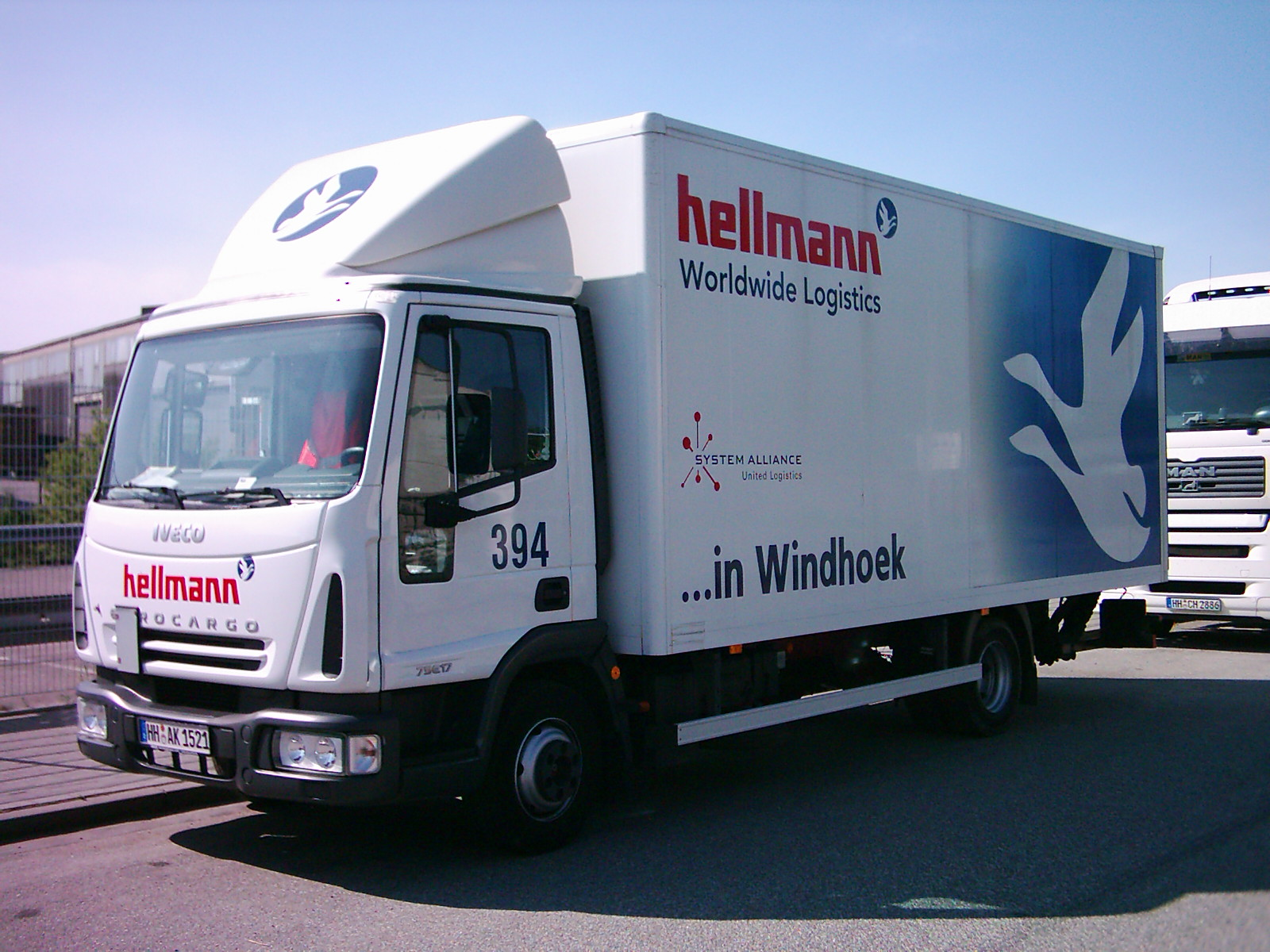
Iveco Eurocargo w 2007

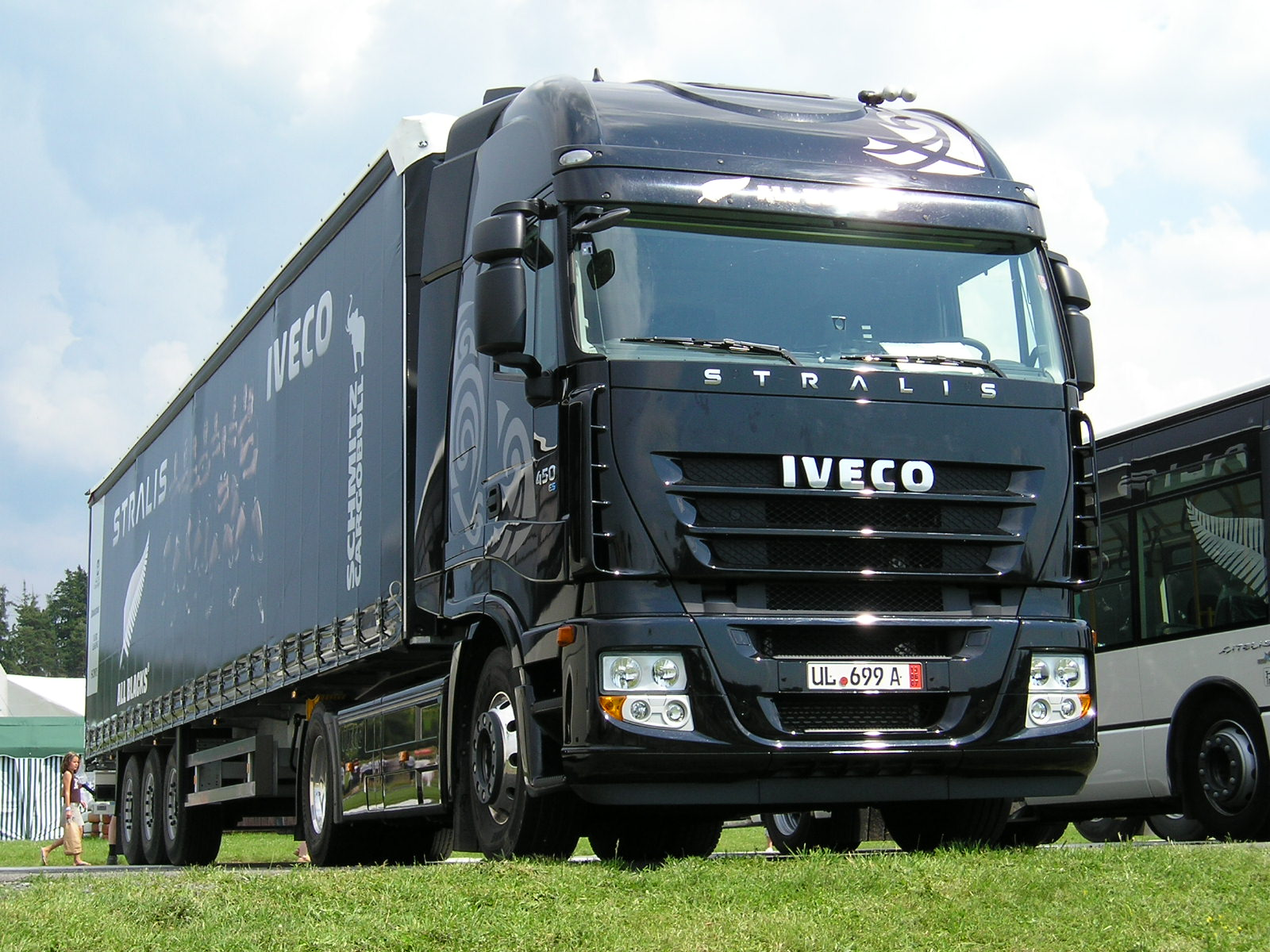
Iveco Stralis All Blacks

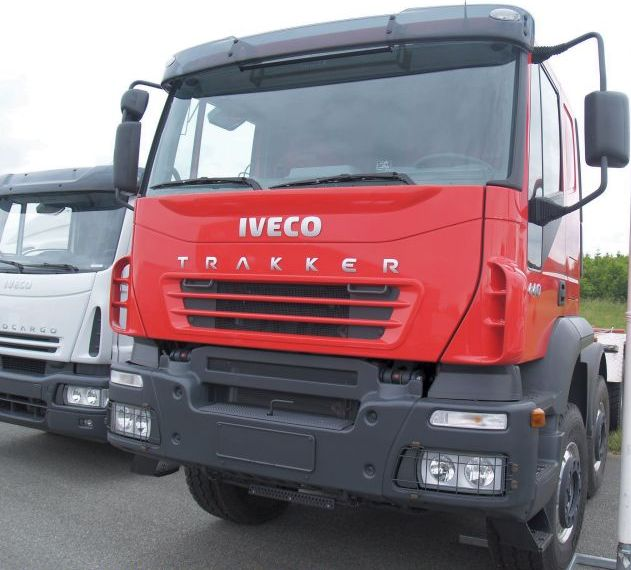
Ciągnik siodłowy Iveco Trakker

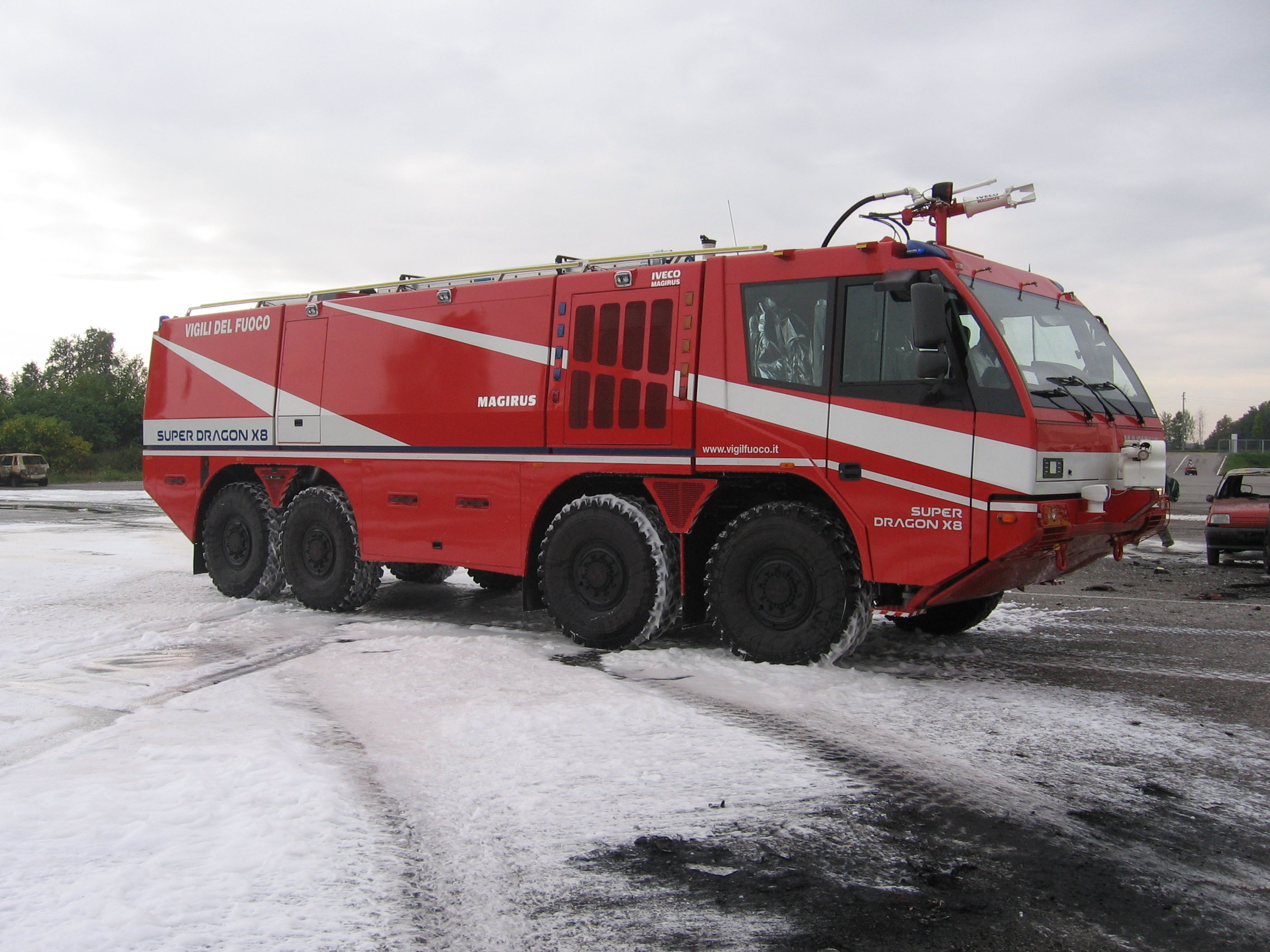
Iveco Magirus Super Dragon x8 – lotniskowy pojazd gaśniczy

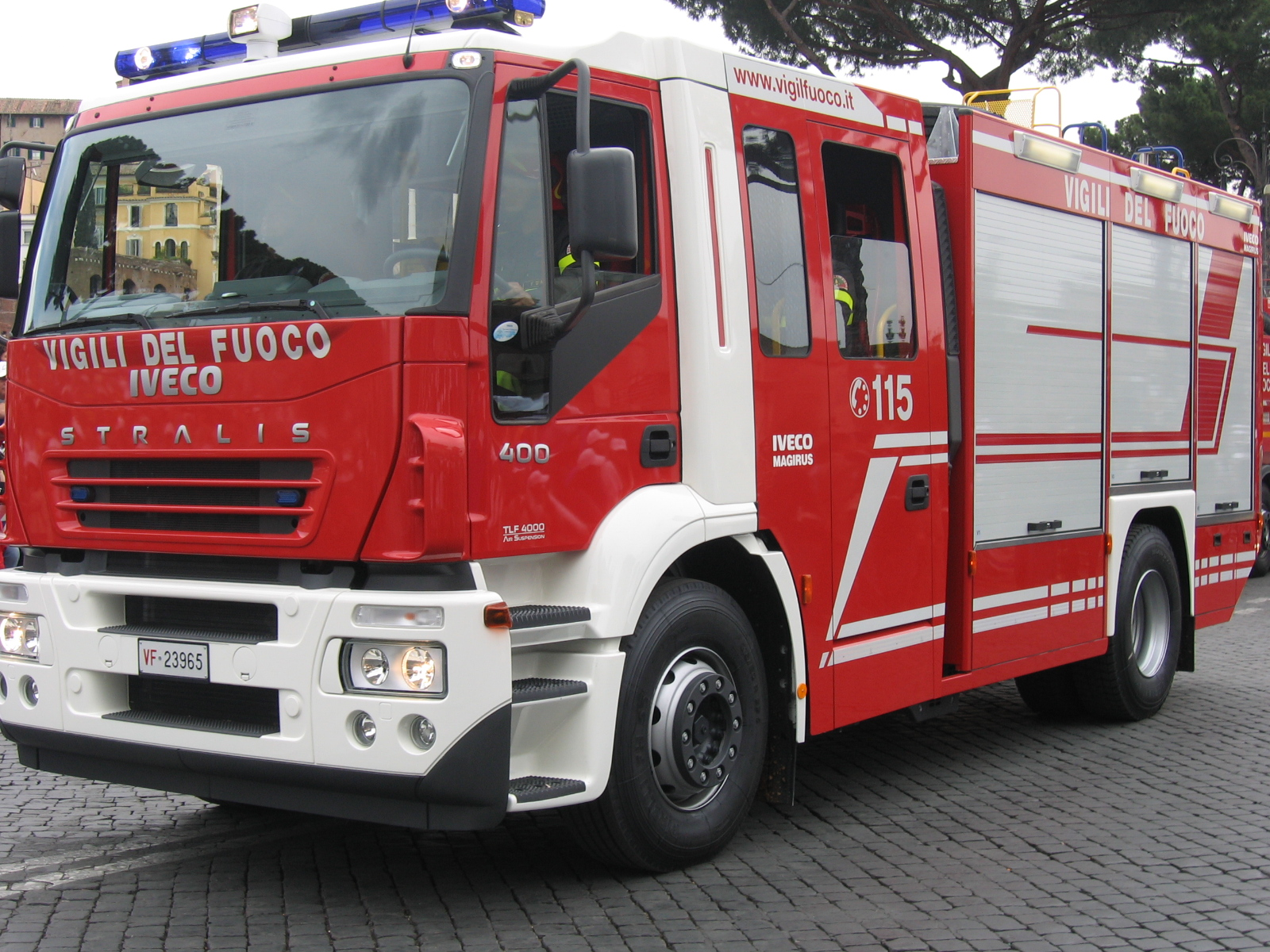
Strażacki Iveco Magirus Stralis

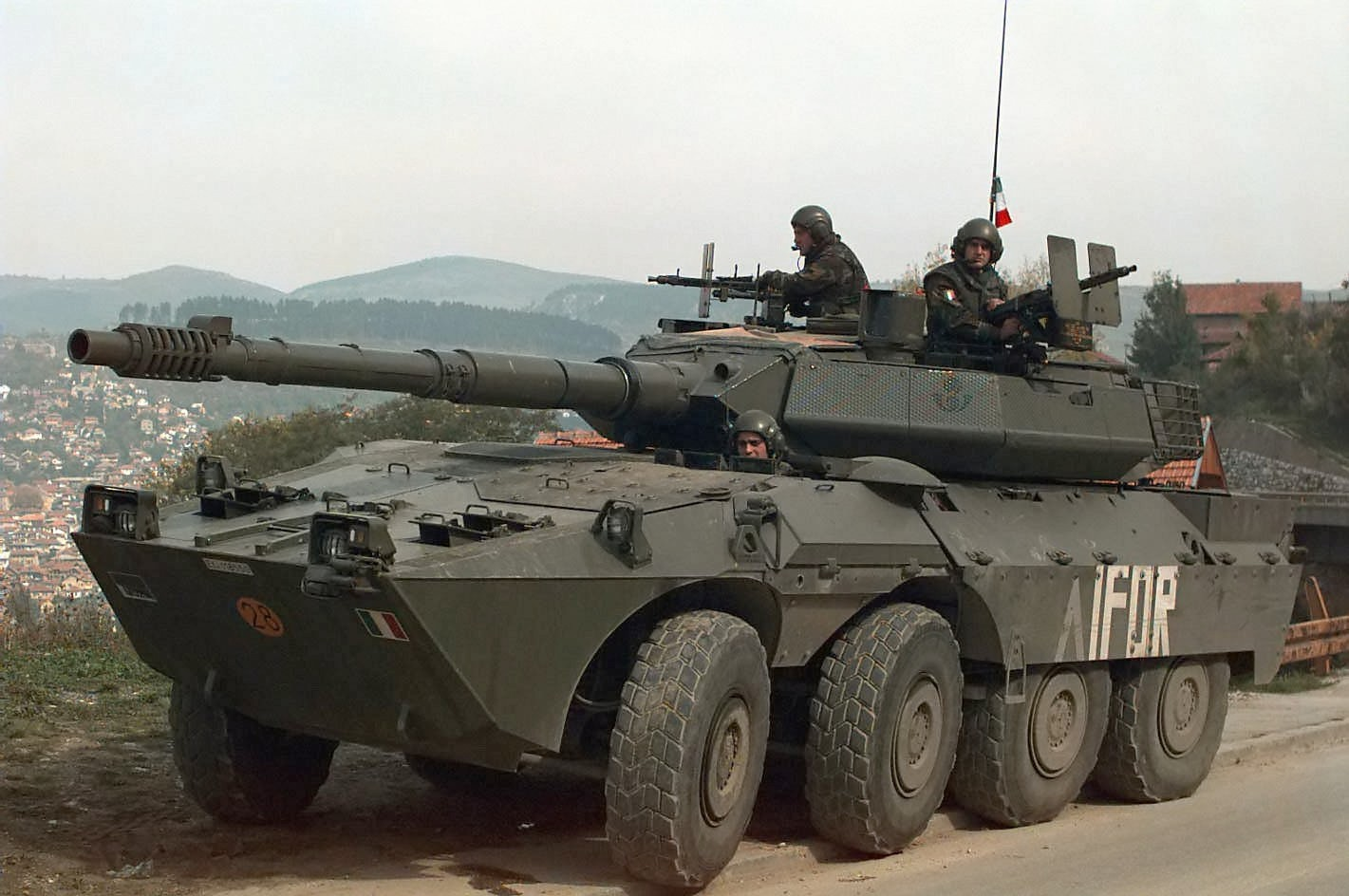
Iveco – OTO Melara Centauro B1 (8x8) Tank Destroyer

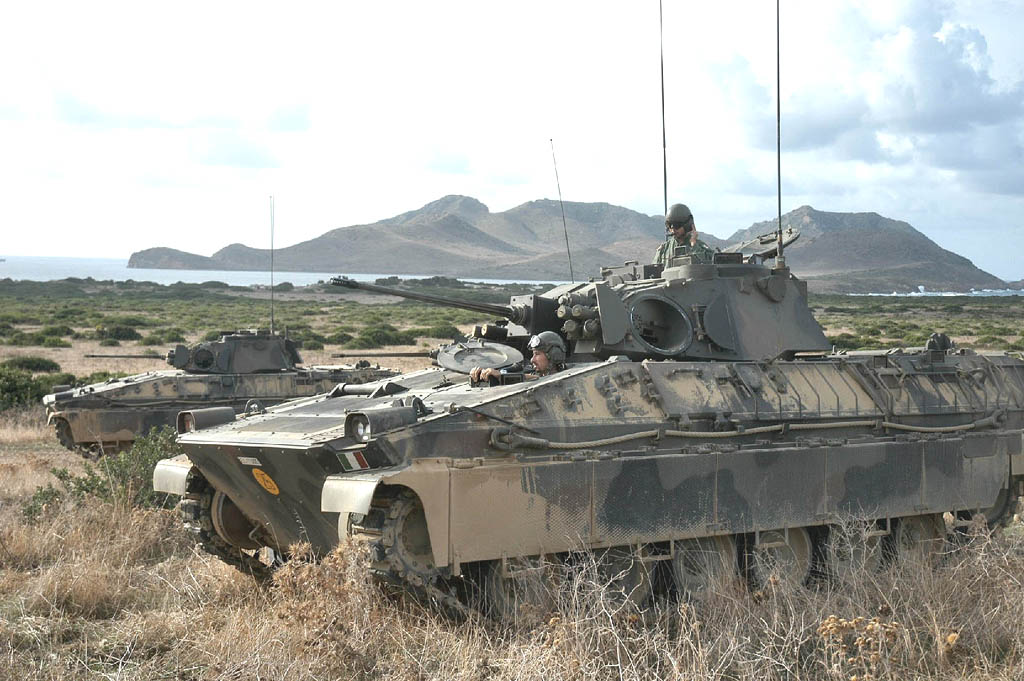
BWP Dardo

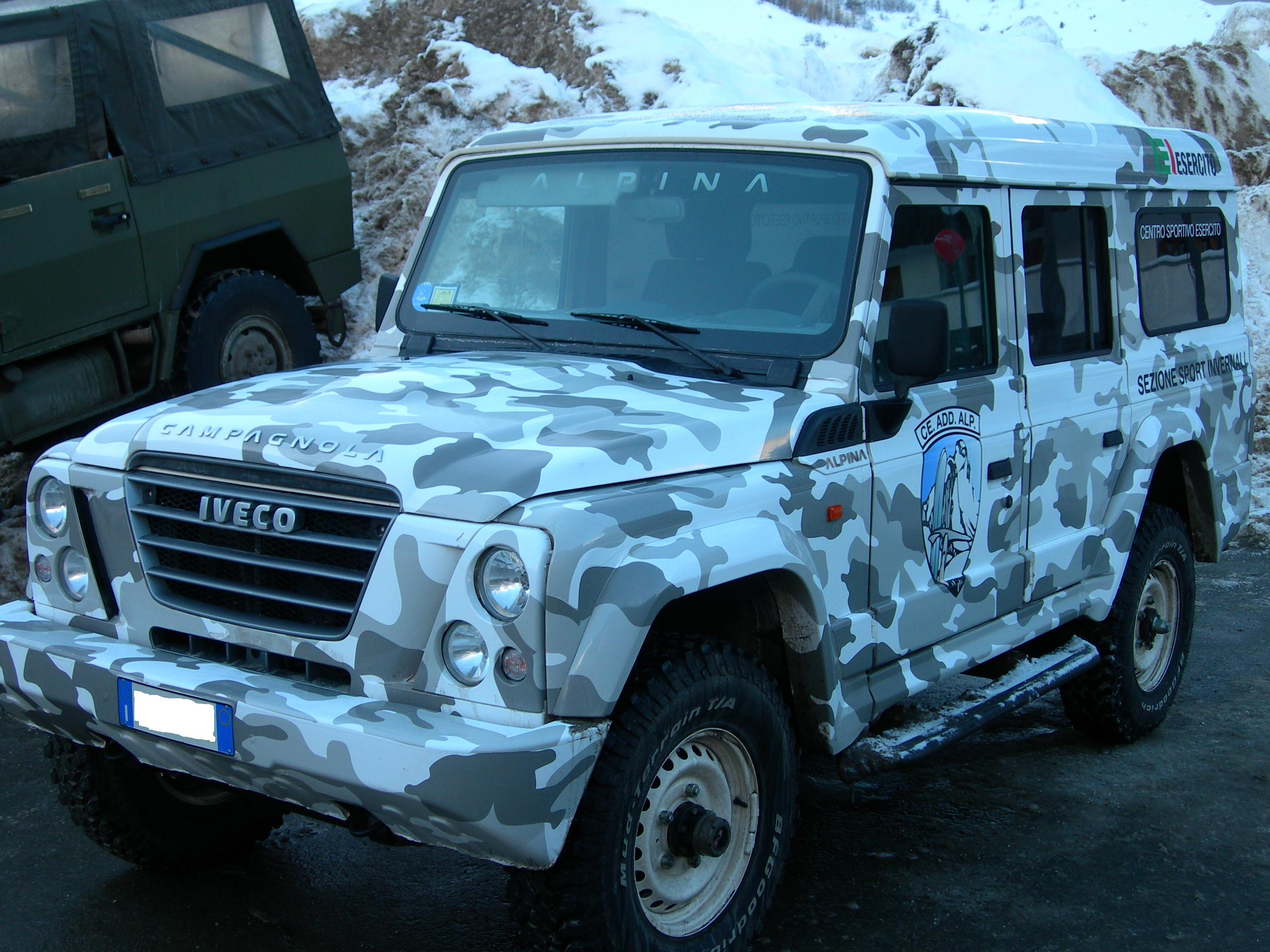
Iveco Campagnola z 2008

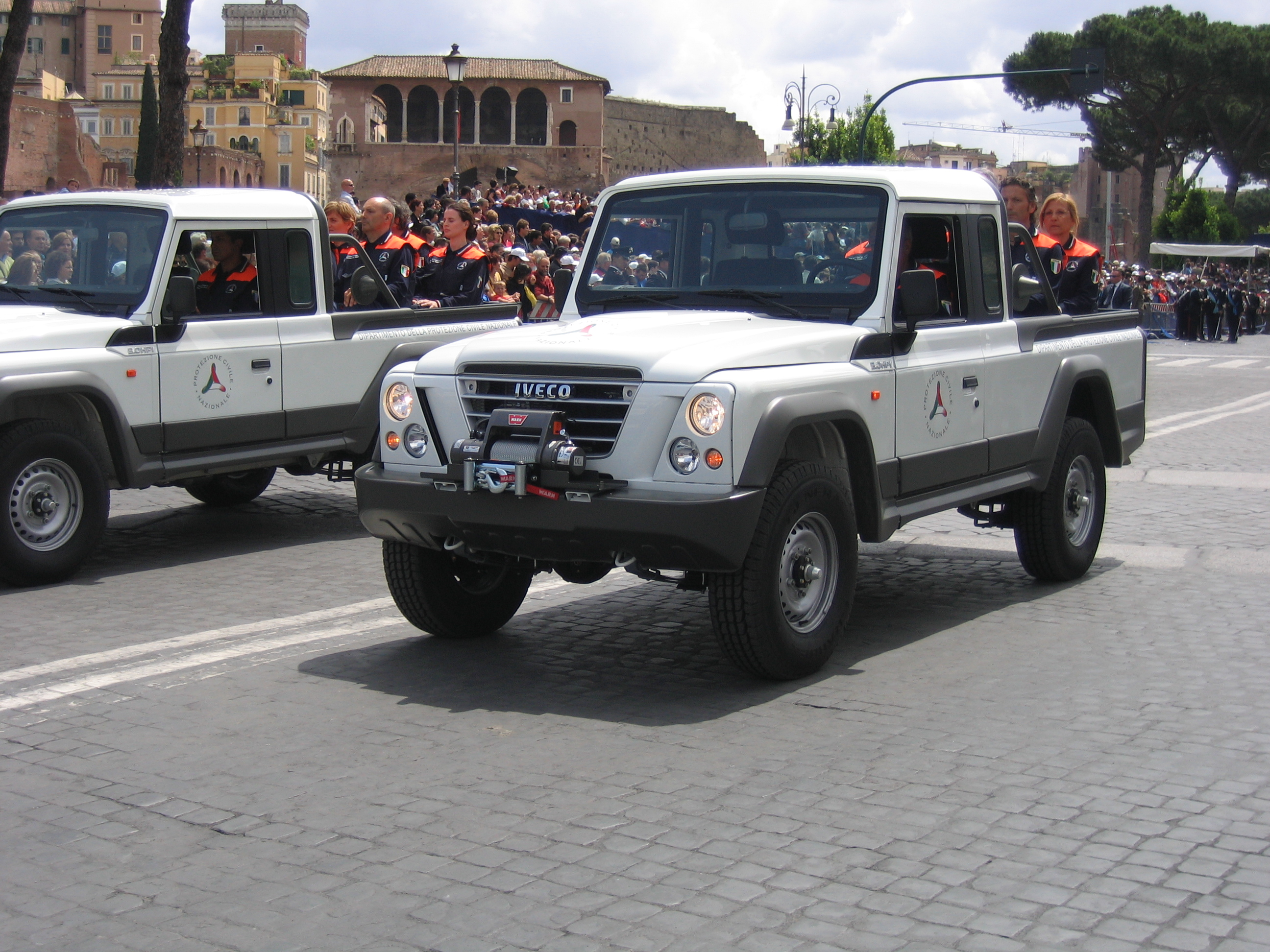
Iveco Massif podczas parady wojskowej, 2 czerwca 2007

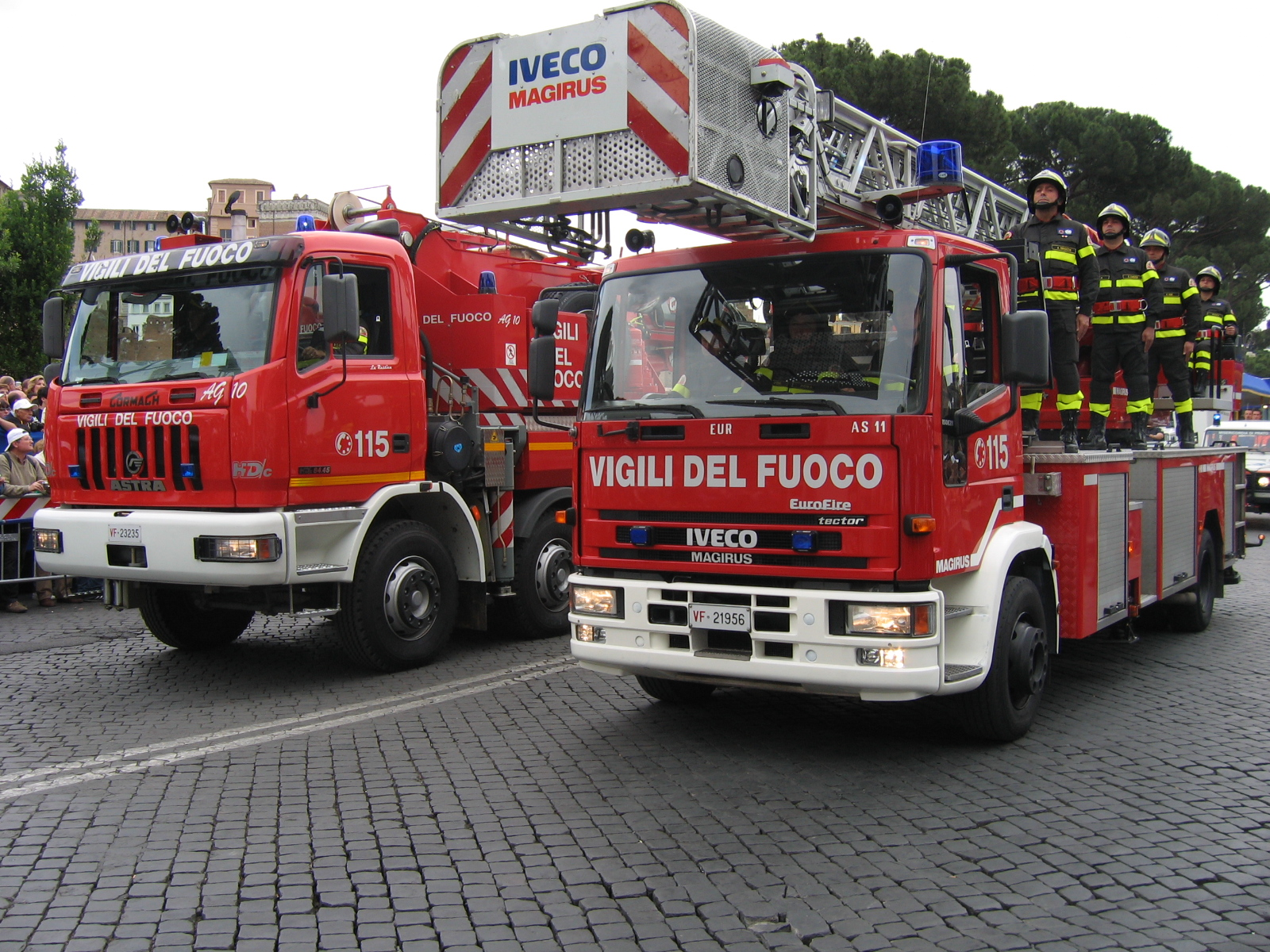
Astra Iveco HD 84.45 i Iveco Magirus EuroFire

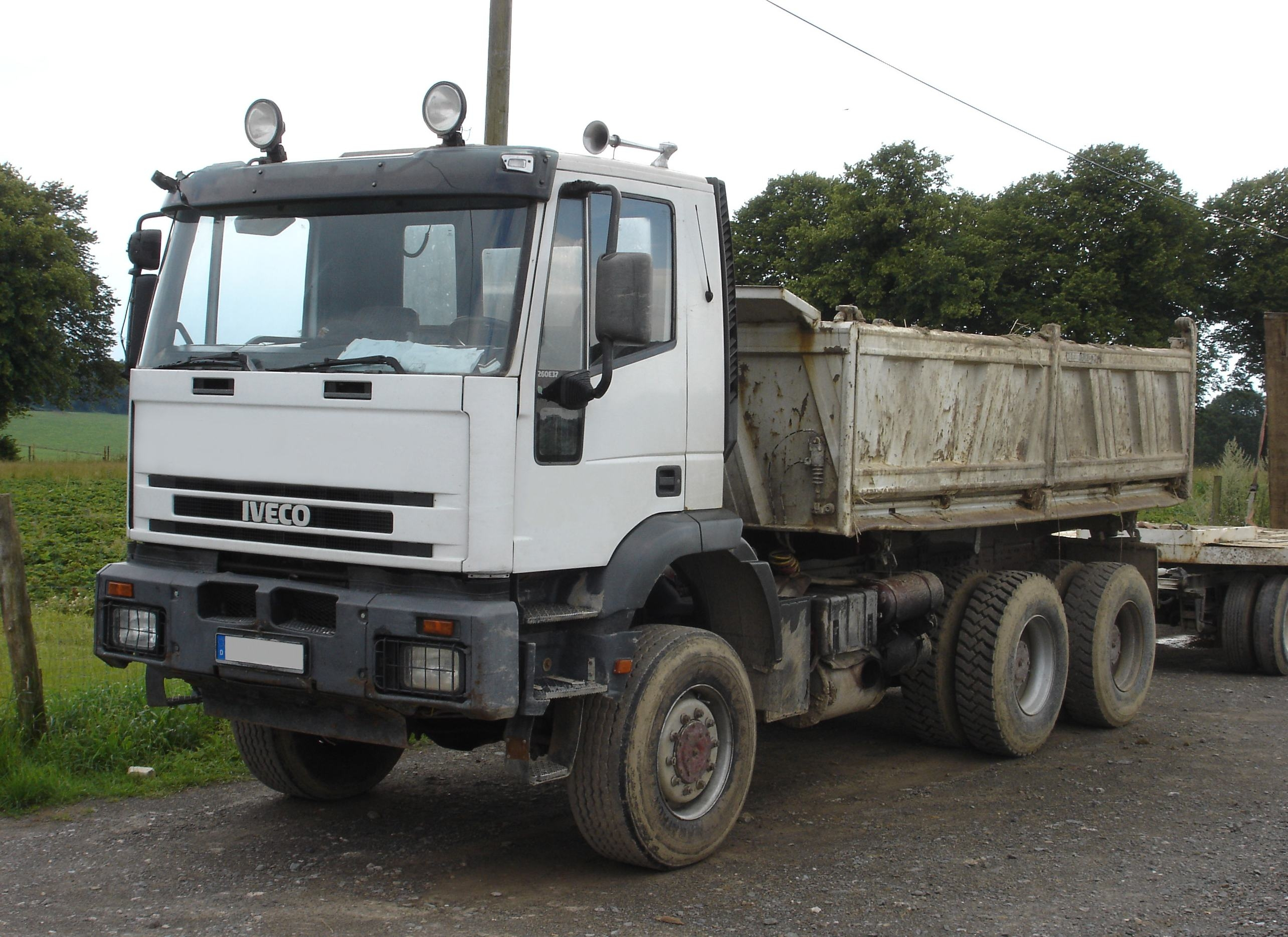
Iveco EuroTrakker jako wywrotka

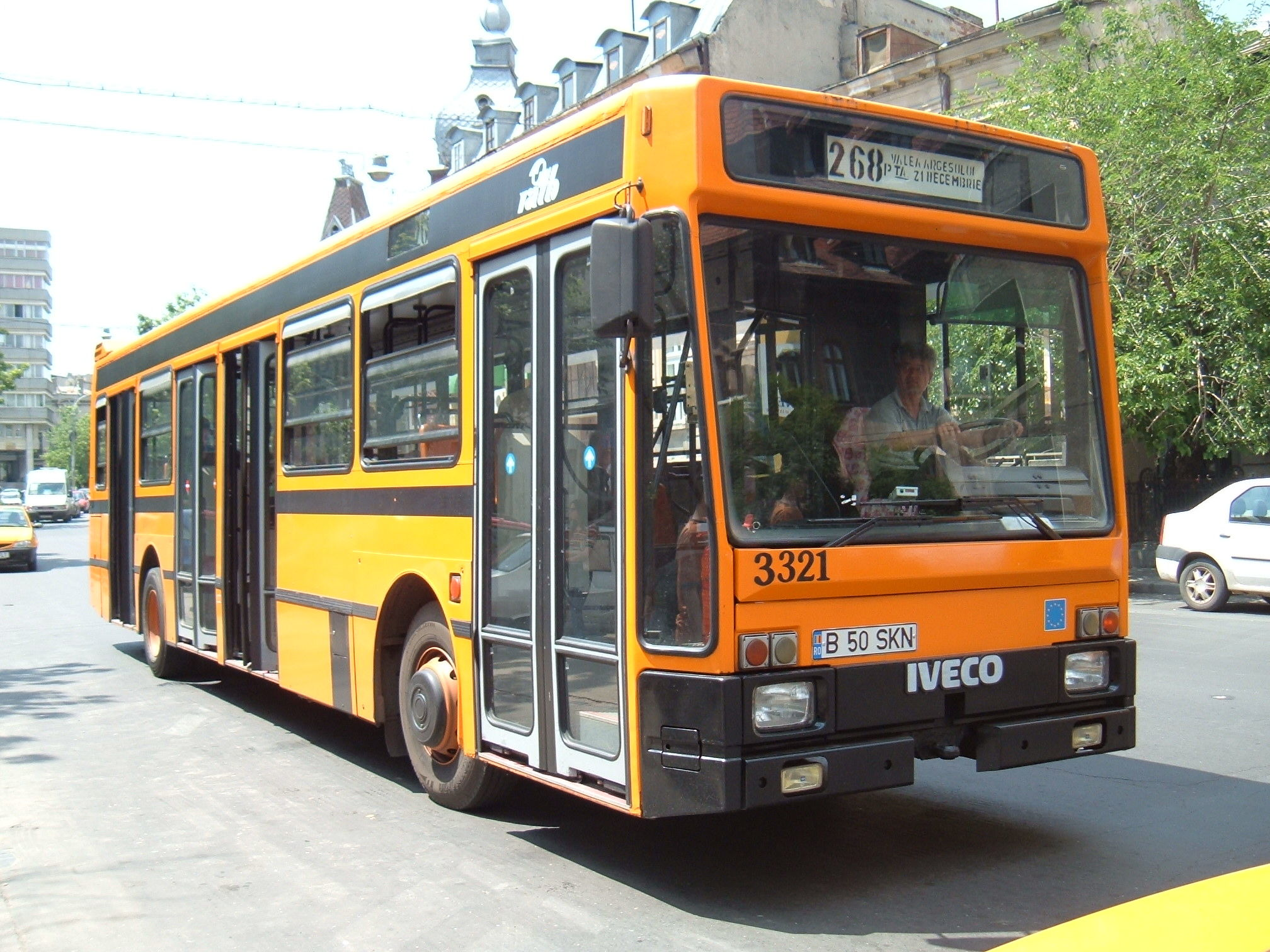
Autobus Iveco TurboCity U 480 w Bukareszcie w 2006

Iveco S.p.A. (skrót od: Industrial Vehicles Corporation) – włoskie przedsiębiorstwo z siedzibą w Turynie, kontrolowane przez koncern CNH Industrial, specjalizujące się w produkcji samochodów dostawczych, ciężarowych, wojskowych i silników. Za pośrednictwem należącej do spółki Iveco Bus jest również czołowym producentem autobusów i podwozi autobusowych.

## Historia

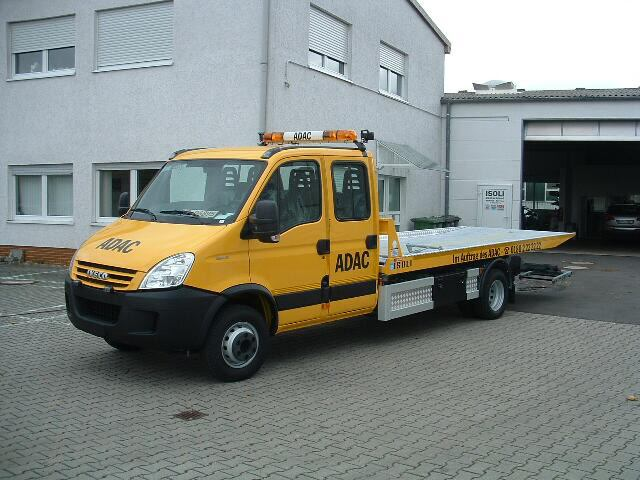
Iveco Daily z podwójną kabiną jako pojazd pomocy drogowej

Koncern Iveco powstał w 1975 z połączenia działów produkcji samochodów ciężarowych kilku przedsiębiorstw: Fiat Veicoli Industriali (produkcja ciężarówek od 1903), Lancia Veicoli Industriali (od 1911), sekcję ciężarową Alfa Romeo, OM (Włochy, od 1907), Unic (Francja, od 1905) i Magirus-Deutz AG (KHD, Niemcy, od 1904). Fiat początkowo posiadał 80% akcji spółki, zaś pozostałe niemieckie konsorcjum KHD. W 1980 Fiat przejął pozostałe udziały. W 1986 firma przejęła zakład produkujący ciężarówki marki Ford w Wielkiej Brytanii (od 1918). Produkowane tam pojazdy wraz z Iveco Zeta stały się podstawą rodziny Iveco Eurocargo. W 1987 Iveco przejęło włoską spółkę Astra specjalizującą się od 1954 w produkcji ciężkich wywrotek i samochodów specjalnych. W 1990 przejęto hiszpańską firmę Pegaso (od 1947), przemianowaną na Iveco Pegaso, oraz kontrolowaną przez nią firmę brytyjską Seddon Atkinson (od 1910) wytwarzającą specjalne wersje ciężarówek. W 1992 przejęto australijski oddział amerykańskiego koncernu International, działający od 1950. Firma Seddon Atkinson wytwarzała pod swoją marką wybrane modele Iveco oraz od 1999 model Iveco EuroMover z nisko zawieszoną kabiną przeznaczony pod zabudowy komunalne.
W 1999 z połączenia Iveco i części autobusowej Renault V.I. powstał koncern Irisbus, który przejął m.in. 94% udziałów w spółce Karosa. 1 stycznia 2007 produkujący jedynie autobusy marki Irisbus zakład Karosy w Vysokim Mýcie otrzymał nazwę Iveco Czech Republic a.s.
Iveco posiada 27% akcji tureckiej spółki Otoyol, która wykorzystuje podzespoły Iveco. Koncern był również właścicielem dużego pakietu akcji indyjskiej spółki Ashok Leyland, która produkuje wciąż pojazdy na jego licencji.
Iveco projektuje, produkuje i wprowadza na rynek pełną gamę lekkich, średnich i ciężkich pojazdów użytkowych (od 2,8 do 40 ton DMC), autobusów miejskich i międzymiastowych (pod marką Irisbus), oraz pojazdów specjalnych stosowanych w pożarnictwie (Magirus), obronie cywilnej i służbach porządkowych.
Iveco zatrudnia około 32 tys. pracowników. Produkcja odbywa się w 43 zakładach produkcyjnych w 18 krajach na całym świecie. W Europie pojazdy tej marki są produkowane we Włoszech (Bolzano, Brescia, Piacenza – Astra, Suzzara), Niemczech (Ulm, Weisweil, Görlitz), Hiszpanii (Valladolid, Madryt), Ukrainie (pod marką Iveco Kraz). Do października 1997 działał zakład w Langley (Wielka Brytania). Poza Europą, spółka działa na terenie Chin (Nanjing Iveco), Rosji (spółka z firmą „Samotlor-NN” – Niżny Nowogród, spółka „Ural Iveco”), Turcji (Otoyol), Australii, Argentyny, Brazylii (Sete Lagoas) i Republiki Południowej Afryki. Pojazdy Iveco były lub są ciągle montowane w Wenezueli, Maroku, Libii, Tunezji, Egipcie, Etiopii i Wietnamie. Iveco wykorzystuje technologie opracowywane w 15 ośrodkach badawczych. Ponad 900 dealerów i 4500 punktów serwisowych w ponad 100 krajach zapewnia wsparcie techniczne dla pojazdu Iveco podczas jego użytkowania.
W Polsce Iveco Sp.A reprezentuje „Iveco Poland Sp. z o.o.”. W latach 1995–1999 modele tej firmy były montowane w Polsce. Były to m.in. modele: Iveco Daily (powstający w latach 1996–1999) oraz Iveco Eurocargo. Zajmowały się tym firmy Fiat Auto Poland oraz „Servipol” z Poznania. W 1998 zmontowano łącznie 1809 sztuk tych modeli.
Iveco jest również dużym producentem silników dla innych firm motoryzacyjnych, łodzi, maszyn budowlanych, silników stacjonarnych np. wykorzystywanych jako napęd generatorów elektrycznych. Są to silniki rodzin Sofim HPI, NEF, Cursor (8, 10, 12) oraz Vector. Mają one od 3 do 16 cylindrów oraz od 50 do 2400 kW mocy. W marcu 2005 w ramach restrukturyzacji produkujące silniki Iveco Motors weszło w skład spółki „Fiat Powertrain Technologies”.
W 2006 powstało ponad 200 tys. sztuk samochodów dostawczych, ciężarowych, specjalnych i autobusów pod marką Iveco oraz Irisbus. Najwięcej, ponad 94,1 tys. we Włoszech. Kolejne miejsca zajęły następujące kraje: Hiszpania – 54,5 tys., Chiny – 20,3 tys., Niemcy – 17,5 tys., Turcja – 4,2 tys., Brazylia – 3,5 tys., Argentyna – 3,4 tys., Francja – 3,1 tys., oraz Australia – 1,2 tys. sztuk. Największe ciężarówki są produkowane głównie we Włoszech, Hiszpanii i Niemczech. Dobrze rozwija się ich produkcja w Brazylii i Argentynie.

## Iveco DVD

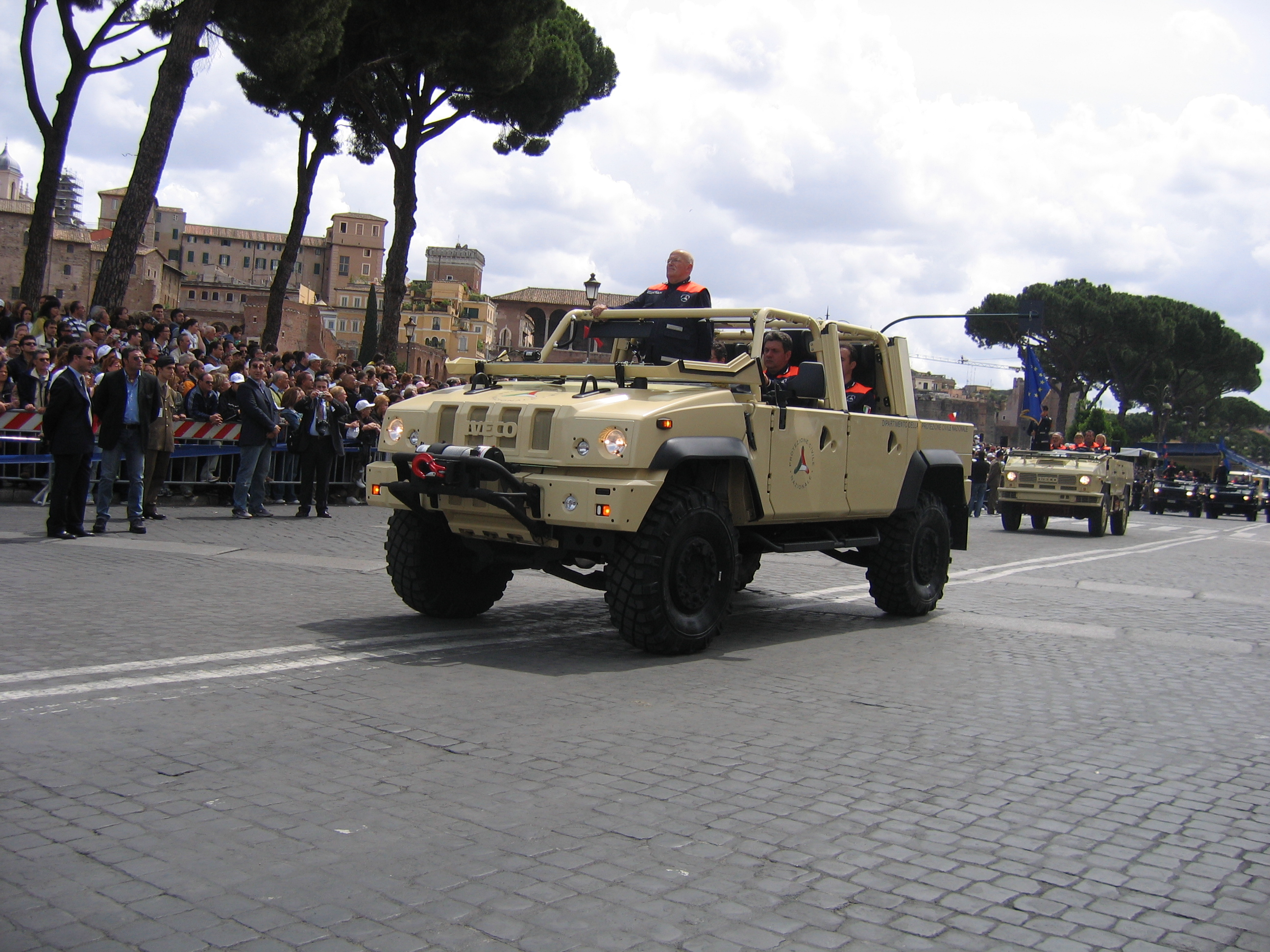
Wojskowe Iveco LMV w 2007

Pojazdy wojskowe pod marką Iveco są produkowane przez specjalnie do tego celu powołaną spółkę Iveco Defense Vehicles Division (DVD). W ramach konsorcjum firm Iveco, Fiat i OTO Melara, Iveco DVD jest dostawcą układów napędowych oraz podwozi pojazdów kołowych. OTO Melara odpowiada za produkcję pojazdów gąsienicowych oraz montaż i opancerzenie pojazdów kołowych. Firma ta wytwarza także uzbrojenie w postaci wież do wozów bojowych. Wspomniane konsorcjum produkuje bądź produkowało lekkie kołowe transportery opancerzone Puma, kołowe transportery opancerzone i niszczyciele czołgów Centauro, bojowe wozy piechoty Dardo i ciężkie czołgi C-1 Ariete. Specjalnością Iveco DVD są taktyczne samochody ciężarowe i ciężarówki wsparcia logistycznego, a także specjalne samochody i autobusy opancerzone. Powstaje w niej również odpowiednik HMMWV – Iveco LMV.

## Modele
Najpopularniejszym modelem firmy jest produkowany od drugiej połowy lat 70. Iveco Daily. Obecnie powstaje czwarta generacja, a roczna produkcja tej rodziny samochodów dostawczych sięga ponad 100 tys. sztuk. Druga generacja Daily była do 1999 montowana w Polsce. Daily jest często wykorzystywany przez firmy produkujące autobusy klasy mini do wykonywania konwersji. W Polsce zajmują się tym m.in. firmy Automet z Sanoka, AMZ-Kutno oraz Kapena ze Słupska. Ta ostatnia została przejęta przez firmę Cacciamali powiązaną z Iveco i Irisbus.
W 1977 pojawił się lekki model OM Grinta. W 1991 produkowane od 1977 modele Iveco Zeta oraz przejęte od Forda Ford/Iveco Cargo zostały zastąpione przez Iveco Eurocargo (początkowo jako „EuroCargo”), który uzyskał tytuł samochodu ciężarowego roku 1992. W Europie Zachodniej Eurocargo od momentu wprowadzenia na rynek zajmowało zawsze pierwszą lub drugą pozycję pod względem sprzedaży w swoim segmencie (6-16 ton DMC). W 2000 wprowadzono do tej rodziny silniki serii Tector (opracowane i produkowane przez FPT – Fiat Powertrain Technologies), w 2003 nastąpiła ostatnia zmiana stylistyki kabiny. Do połowy 2008 wyprodukowało ponad 430 tys. sztuk modeli Eurocargo. W 2008 pojawiła się zupełnie zmodernizowana generacja modeli rodziny Iveco Eurocargo o dopuszczalnej masie całkowitej od 6 do 19 ton. Stosowane są w nich nowe skrzynie biegów firmy ZF o 5, 6 i 9 przełożeniach.
Wprowadzony na rynek w 1992 Iveco EuroTech uzyskał tytuł samochodu ciężarowego roku 1993. W 1993 wprowadzono model Iveco EuroTrakker. W 2001 EuroTech został zastąpiony przez model Stralis. Pod koniec 2004 EuroTrakker został zastąpiony przez model Trakker.
Iveco produkuje całą gamę pojazdów pożarniczych, wśród których są m.in. specjalne pojazdy gaśnicze dla lotnisk. W ich produkcji specjalizuje się dawna fabryka Magirus-Deutz.
W 2008 na rynek wszedł samochód osobowo-terenowy Iveco Massif, a następnie bliźniaczy model Iveco Camagnola, produkowane przez hiszpańską firmę Santana Motor w Linares. Były one stylizowane przez firmę Italdesign Giugiaro. Docelowo ma powstawać do 5–6 tys. sztuk modelu Massif rocznie. Model ten jest zmodernizowanym pojazdem „Santana PS-10" (na niektórych rynkach „Santana Anibal”), bazującym na licencyjnym Land Roverze Defender 110 starszej generacji. Wraz z modelem Camagnola może powstawać do 15 tys. sztuk rocznie pojazdów osobowo-terenowych.
W Australii powstają m.in. oryginalne ciężarówki Iveco Acco.
Aktualna oferta obejmuje m.in.:
- Iveco Acco
- Iveco Campagnola
- Iveco Daily
- Iveco eJolly
- Iveco eSuperJolly
- Iveco Eurocargo
- Iveco Losot-Terrier
- Iveco LMV
- Iveco Stralis
- Iveco Trakker
- Iveco S-way

Wybrane modele historyczne:
- Iveco 160-23
- Iveco EuroFire
- Iveco EuroMover
- Iveco EuroStar
- Iveco EuroTech
- Iveco EuroTrakker
- Iveco TurboDaily
- Iveco Zeta / TurboZeta
- Iveco AF Combi